# Episodi di Oltre i limiti (terza stagione)
La terza stagione della serie televisiva Oltre i limiti è andata in onda negli Stati Uniti d'America dal 19 gennaio al 25 luglio 1997 sull'emittente Showtime.
| nº | Titolo originale                 | Titolo italiano | Prima TV USA     | Prima TV Italia |
| -- | -------------------------------- | --------------- | ---------------- | --------------- |
| 1  | Bits of Love                     |                 | 19 gennaio 1997  |                 |
| 2  | Second Thoughts                  |                 | 19 gennaio 1997  |                 |
| 3  | Re-Generation                    |                 | 24 gennaio 1997  |                 |
| 4  | Last Supper                      |                 | 31 gennaio 1997  |                 |
| 5  | Stream of Consciousness          |                 | 7 febbraio 1997  |                 |
| 6  | Dark Rain                        |                 | 14 febbraio 1997 |                 |
| 7  | The Camp                         |                 | 21 febbraio 1997 |                 |
| 8  | Heart's Desire                   |                 | 28 febbraio 1997 |                 |
| 9  | Tempests                         |                 | 7 marzo 1997     |                 |
| 10 | Awakening                        |                 | 14 marzo 1997    |                 |
| 11 | New Lease                        |                 | 21 marzo 1997    |                 |
| 12 | Double Helix                     |                 | 28 marzo 1997    |                 |
| 13 | Dead Man's Switch                |                 | 4 aprile 1997    |                 |
| 14 | Music of the Spheres             |                 | 9 maggio 1997    |                 |
| 15 | The Revelations of Becka Paulson |                 | 6 giugno 1997    |                 |
| 16 | Bodies of Evidence               |                 | 20 giugno 1997   |                 |
| 17 | Feasibility Study                |                 | 11 luglio 1997   |                 |
| 18 | A Special Edition                |                 | 25 luglio 1997   |                 |